# Sybistroma dufourii
Sybistroma dufourii är en tvåvingeart som beskrevs av Macquart 1834. Sybistroma dufourii ingår i släktet Sybistroma och familjen styltflugor. Inga underarter finns listade i Catalogue of Life.